# Episodi di Girls (sesta stagione)
La sesta stagione della serie televisiva Girls è stata trasmessa sul canale statunitense HBO dal 12 febbraio al 16 aprile 2017.
In Italia, l'intera stagione è stata resa disponibile il 15 giugno 2020 su Sky Box Sets e trasmessa sul canale satellitare Sky Atlantic dal 15 al 19 giugno 2020.
| n° | Titolo originale                      | Prima TV USA     | Pubblicazione Italia |
| -- | ------------------------------------- | ---------------- | -------------------- |
| 1  | All I Ever Wanted                     | 12 febbraio 2017 | 15 giugno 2020       |
| 2  | Hostage Situation                     | 19 febbraio 2017 | 15 giugno 2020       |
| 3  | American Bitch                        | 26 febbraio 2017 | 15 giugno 2020       |
| 4  | Painful Evacuation                    | 5 marzo 2017     | 15 giugno 2020       |
| 5  | Gummies                               | 12 marzo 2017    | 15 giugno 2020       |
| 6  | Full Disclosure                       | 19 marzo 2017    | 15 giugno 2020       |
| 7  | The Bounce                            | 26 marzo 2017    | 15 giugno 2020       |
| 8  | What Will We Do This Time About Adam? | 2 aprile 2017    | 15 giugno 2020       |
| 9  | Goodbye Tour                          | 9 aprile 2017    | 15 giugno 2020       |
| 10 | Latching                              | 16 aprile 2017   | 15 giugno 2020       |

## All I Ever Wanted
- Diretto da: Lena Dunham
- Scritto da: Jenni Konner e Lena Dunham

### Trama
Losing My Best Friend to My Ex-Boyfriend, il pezzo autobiografico in cui Hannah racconta della relazione tra Jessa e Adam, viene pubblicato nella rubrica Modern Love del New York Times. Grazie a questa pubblicazione Hannah ottiene un incarico da SLAG Mag che la invia negli Hamptons per scrivere un articolo su un lussuoso surf camp femminile. Le prime impressioni sul surf camp sono terribili, ma a poco a poco (grazie all'istruttore di sci nautico Paul-Louis) Hannah comincia a cogliere gli aspetti positivi di questa esperienza. Intanto Marnie frequenta Ray ed è gelosa del legame tra lui e Shoshanna. Le insicurezze la spingono di nuovo tra le braccia di Desi, da cui sta divorziando.

## Hostage Situation
- Diretto da: Lena Dunham
- Scritto da: Lena Dunham

## American Bitch
- Diretto da: Richard Shepard
- Scritto da: Lena Dunham

## Painful Evacuation
- Diretto da: Jesse Peretz
- Scritto da: Lena Dunham e Jenni Konner

### Trama
Adam lascia il film in cui stava recitando e Jessa gli propone di scrivere e girare un proprio film sul loro rapporto con Hannah. Desi allontana Marnie, perché influenza negativamente la sua riabilitazione. Hannah va al pronto soccorso per una cistite e scopre di aspettare un bambino (dall'istruttore di sci nautico Paul-Louis). Ray trova il cadavere di Hermie, morto di sclerodermia.

## Gummies
- Diretto da: Jesse Peretz
- Scritto da: Sarah Heyward

### Trama
Loreen va a trovare la figlia a New York e Hannah le confessa di essere incinta e voler tenere il bambino. Le riprese del film di Adam sono cominciate ma Jessa si innervosisce perché, in scena, la relazione tra Adam e Hannah appare romantica e intensa (mentre lei pensava fosse stata solo disastrosa). Ray rompe con Marnie, che è assente e troppo concentrata su sé stessa. Elijah e Loreen danno a Hannah dei buoni motivi per rinunciare alla gravidanza, ma lei non si lascia convincere.

## Full Disclosure
- Diretto da: Jamie Babbit
- Scritto da: Murray Miller

### Trama
Marnie, Tad e Keith credono che Hannah debba informare il padre del bambino, ma lei non vuole. Elijah aiuta una collega a ripassare la parte per un'audizione e capisce di voler tentare di nuovo la carriera teatrale. Marnie convince Desi a suonare alla festa di compleanno di un'amica della madre, nel New Jersey, e lui si presenta strafatto. Adam chiede ad Hannah di vedere il film che ha girato sulla loro relazione. Jessa viene a sapere della gravidanza di Hannah da Adam e ci resta malissimo.

## The Bounce
- Diretto da: Richard Shepard
- Scritto da: Murray Miller e Tami Sagher

### Trama
Dill Harcourt, coinvolto in uno scandalo e inseguito dai paparazzi, torna da Elijah che, intanto, fa un figurone alle audizioni per il musical tratto da Chi non salta bianco è. Hannah chiama Paul-Louis per informarlo della gravidanza ma lui preferisce non essere coinvolto. Marnie capisce che deve cambiare atteggiamento.

## What Will We Do This Time About Adam?
- Diretto da: Jesse Peretz
- Scritto da: Judd Apatow e Lena Dunham

### Trama
Adam chiede a Hannah di tornare insieme e crescere il bambino come una famiglia. Lei è sorpresa ed emozionata ma, dopo alcune intense giornate con lui, si sente sempre più confusa e finisce col respingerlo. Intanto, per caso, Shoshanna presenta Abigail a Ray e i due cominciano a frequentarsi.

## Goodbye Tour
- Diretto da: Nisha Ganatra
- Scritto da: Lena Dunham e Jenni Konner

### Trama
Un college fuori città offre lavoro a Hannah come insegnante. Lei si prende 24 ore per dare una risposta e prova a contattare le amiche per avere un consiglio, ma tutte sembrano evitarla. Alla fine, si presenta a casa di Shoshanna, dove si sta festeggiando il fidanzamento tra Shosh e Byron Long. Sebbene non invitata, Hannah resta al party e fa pace con Jessa. È tempo però di andare avanti e Hannah decide che crescere suo figlio fuori New York può rivelarsi la scelta migliore.

## Latching
- Diretto da: Jenni Konner
- Scritto da: Judd Apatow, Lena Dunham e Jenni Konner

### Trama
Marnie si trasferisce nella villetta fuori città con Hannah per darle una mano. Cinque mesi dopo, Hannah non riesce ad allattare al seno il piccolo Grover. La convivenza con Marnie si fa tesa e Loreen interviene per appianare i contrasti: il consiglio che dà a Marnie è di non sacrificare la propria felicità per quella della sua migliore amica perché a lungo andare questo potrebbe logorare il loro rapporto. Hannah invece capisce che è naturale per una madre preoccuparsi e provare apprensione per i propri figli.